# Tiens-toi bien après les oreilles à papa
Tiens-toi bien après les oreilles à papa est un film québécois réalisé par Jean Bissonnette, sorti en 1971. Le scénario est signé par Gilles Richer. 

## Synopsis
Les tribulations de deux Québécois nationalistes dans l'univers anglophone des compagnies d'assurance. Une satire qui puise son ironie dans une situation sociale bien précise. Un exemple fort représentatif des comédies populaires de l'époque qui prenaient appui sur la télévision et les vedettes à la mode, et qui ont fondé un certain courant commercial du cinéma québécois, plus intéressant que celui du " film de fesses ".

## Fiche technique
- Réalisation : Jean Bissonnette
- Scénario : Gilles Richer
- Chanson thème : Gilles Richer et Marc Gélinas
- Musique : François Dompierre

## Distribution
- Paule Bayard
- Marie-France Beaulieu
- Marie-Thérèse Beaulieu
- Dave Broadfoot
- Yvon Deschamps
- Jean Leclerc
- Suzanne Lévesque
- Hélène Loiselle
- Claude Michaud
- Dominique Michel